# جبريل لوند
جبريل لوند (بالنرويجية البوكمول: Gabriel Lund)‏ هو سياسي نرويجي، ولد في 4 أكتوبر 1773 في فارسوند في النرويج، وتوفي في 3 نوفمبر 1832. انتخب عضو برلمان النرويج ‏.